# منتخب أروبا تحت 20 سنة لكرة القدم
منتخب أروبا تحت 20 سنة لكرة القدم هو ممثل أروبا الرسمي في المنافسات الدولية في كرة القدم في فئة كرة قدم تحت 20 سنة للرجال
، يديريه اتحاد أروبا لكرة القدم.